# Фредерік Вільям Фаррар
Фредерік Вільям Фаррар (англ. Frederic William Farrar; 7 серпня 1831 — 22 березня 1903) — англіканський богослов, письменник, екзегет; проповідник в Кембриджі. Член таємного товариства Cambridge Apostles («кембриджських апостолів», існує з 1820).
Був проповідником при університетській церкві в Кембриджі, потім капеланом при дворі королеви Вікторії; його проповіді відвідувалися всім вищим лондонським суспільством.
Брав живу участь в різних біблійних словниках і коментарях, конспективних виданнях з богослов'я і церковної історії. Завдяки переведенню його кращих творів на російську мову ім'я його стало популярним і в Росії, серед освічених класів. Російський переклад книги «Життя Ісуса Христа», вкрай критично прийнятий російським духовенством, використовувався Михайлом Булгаковим при створенні його роману «Майстер і Маргарита» (1928—1940).
Книги Фаррара, особливо «Життя Ісуса Христа», були перекладені багатьма мовами світу. Велика ерудиція дозволила письменникові використовувати в роботі різноманітні джерела, такі, як античні, юдейські, а також його сучасників.

## Родина
З 1860 року був одружений з Люсі Мері Кардью, з якою у нього було п'ять хлопчиків і п'ять дівчаток. Серед його онуків — генерал Монтгомері, герой Другої світової війни, син дочки Maud.

## Твори
- «Eric, or Little by Little» (1858)
- «Походження мови» (The Origin of Language; 1860)
- «St. Winifred's, or the World of School» (1862)
- «Падіння людини і ін. проповіді» (1865)
- «Мова і мови» («Families of Speech»; 1870)
- «Доказ історичності християнства» («The Witness of History to Christ»; 1871)
- «The Life of Christ» (1874)
- «Eternal hope» (1878)
- «Шукачі Бога» (Seekers after God; 1869; пер. з англ. Ф. С. Комарского, СПб., В. Л. Тузів, 1898)
- «Життя Ісуса Христа» ((англ.) «The Life of Christ», 1874; російський переклад проф. А. П. Лопухіна, СПб., 1887)
- «Життя і труди Святого Апостола Павла» ((англ.) «The Life and Works of St.Paul», 1879; російський переклад проф. А. П. Лопухіна, СПб., 1901)
- «Mercy and judgment» (1881)
- «Перші дні християнства», або «На світанку християнства» («The early days of christianity»; 1882. Пер на рос. А. С. Суворіна, СПб., 1893)
- «Влада темряви в царстві світла» ((англ.) «Cathering Clouds: A Tale of the Days of St. Chrysostom», 1895; російський переклад проф. А. П. Лопухіна, СПб., 1897)
- «Життя і праці отців і вчителів церкви» (Lives of the Fathers; 1889; пер з англ. А. П. Лопухіна, 2-е изд., СПб., В. Л. Тузов, 1902, 1903).
- «Влада темряви в царстві світла» (Darkness and dawn; 1891; пер з англ. А. П. Лопухіна, СПб., В. Л. Тузов, 1897)
- «The Bible, its Meaning and Supremacy» (1897)